# Wyblinka (węzeł)

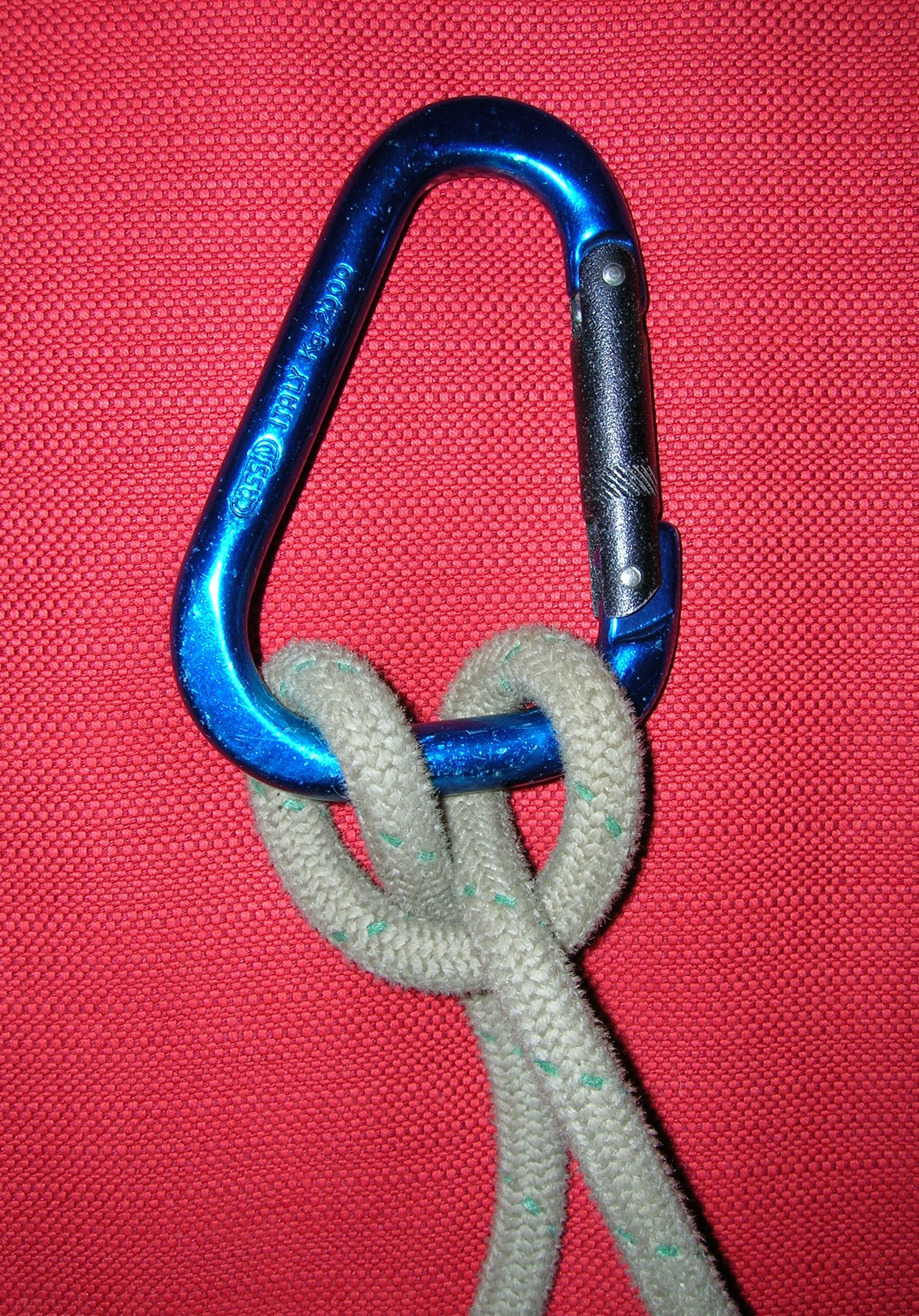
Wyblinka zawiązana na karabinku

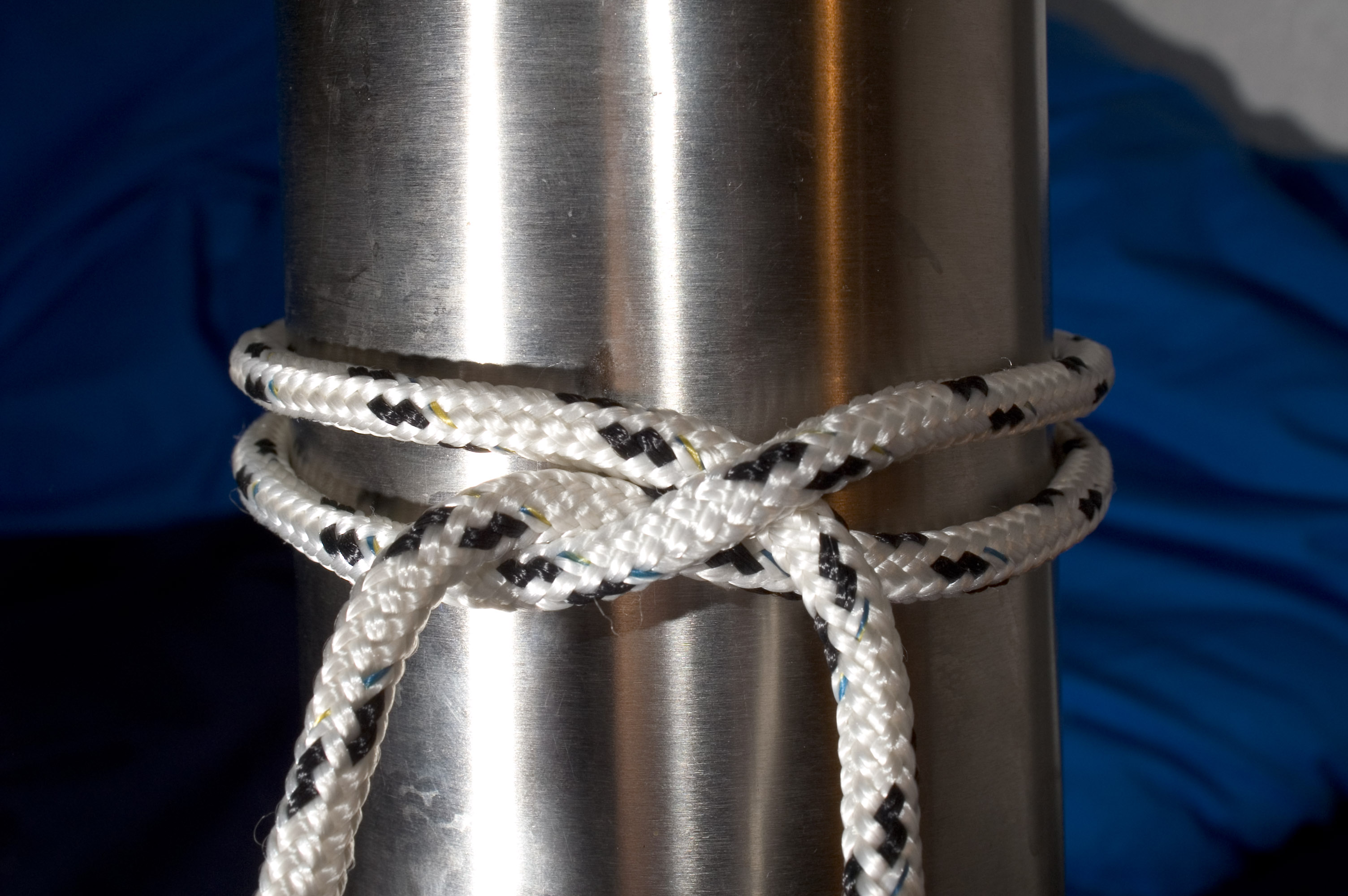
Wyblinka zawiązana na maszcie

Wyblinka, ósemka pionierska – węzeł stosowany we wspinaczce m.in. do przypięcia się wspinacza do stanowiska asekuracyjnego, a w żeglarstwie m.in. do przywiązania wyblinki (linki) do want. Ten typ liny w języku niem. określa się jako „Webeleine”, a węzeł „Webeleinenstek” i stąd pochodzi jego spolszczona nazwa. Obok węzła szotowego i ratowniczego jest często uważany za jeden z najbardziej przydatnych węzłów.

## Sposób wiązania
Istnieje kilka sposobów wiązania wyblinki jedną ręką oraz dwiema rękami.

## Zastosowania
Jako że wyblinka jest węzłem zaciskającym się, stosuje się go zwykle na linach pracujących jedynie w umiarkowanym zakresie. Uwzględnia się przy tym łatwość rozwiązywania węzła w przyszłości lub zamiar jego przesuwania po innej linie czy np. relingu. Wyblinka wiązana na gładkich powierzchniach może się rozwiązać pod wpływem większej siły. Węzła nie stosuje się na kwadratowych lub prostokątnych przekrojach ani na przekrojach zbyt dużych względem grubości liny.